# Добряков, Анатолий Алексеевич
Анатолий Алексеевич Добряков (23 февраля 1939 года, д. Богослово Новгородской области — 12 мая 2003 года) — бывший Глава Администрации Псковской области (1991—1992).

## Биография
Окончил Боровичский автомобильно-дорожный техникум. С 1957 года работал автомехаником, старшим механиком, инженером, главным инженером на автотранспортных предприятиях Кустанайской области, затем — руководителем ряда автотранспортных предприятий Свердловской области, заместителем генерального директора Нижнетагильского производственного объединения грузового автотранспорта «Уралхимпласт».
В 1988 году переехал в Псков. Возглавлял инженерную службу управления коммунального хозяйства Псковского городского исполнительного комитета Совета народных депутатов, в 1989 году стал генеральным директором объединения компаний «Псковнефтепродукт» (филиал Сургутнефтегаз).
Указом Президента Российской Федерации № 154 от 24 октября 1991 года назначен главой администрации Псковской области. 5 мая 1992 года был снят с должности, на его место был назначен Владислав Туманов.
Награждён орденом «Знак Почёта».